# De Uilenspiegel (tijdschrift 1950-1964)
Uilenspiegel (1950 - 1964) was een satirisch getint gezinsweekblad dat in 1950 door de CPN werd opgericht. Redacteur van het eerste uur was Harry Verheij. 
Hij werd al snel opgevolgd door Peter Boezeman en Henk Nijman en in december van datzelfde jaar begonnen deze twee op de laatste twee pagina's een aparte jeugdrubriek Wij zijn jong en dat is fijn. De rubriek kreeg een eigen jeugdredactie waar ook Marten Bierman en Dick Walda deel van uitmaakten. In 1953 kwam op initiatief van Marten Bierman uit deze jeugdrubriek de Uilenspiegelclub voort. 
Henk Nijman werd in 1956 als redacteur van Uilenspiegel opgevolgd door Dick Walda. Het weekblad werd in 1964 zonder enige verklaring door de CPN opgeheven. 
Het laatste tijdschrift verscheen op 19 maart 1965.